# Олдридж, Кэй
Кэй Олдридж (англ. Kay Aldridge, 9 июля 1917, Таллахасси, Флорида, США — 12 января 1995, Рокпорт, Мэн, США) — американская актриса.

## Биография
Катарин Граттен Олдридж (Katharine Gratten Aldridge) родился 9 июля 1917 года в Таллахасси, штат Флорида. Её отец был геодезистом, а мать — художницей и писательницей. После смерти отца, когда ей было два года, её мать перевезла семью в Лайеллс, штат Вирджиния, где она и её четверо братьев и сестер воспитывались двоюродными бабушками. После окончания средней школы в 1934 году Олдридж получила работу в модельном агентстве Джона Пауэрса в Нью-Йорке. Она появлялась на обложках таких журналов как «Life», «Ladies' Home Journal», «Redbook» и «Look».
Благодаря своей модельной работе Олдридж попала в Голливуд, дебютировав на большом экране в 1938 году. Она была одной из многих актрис, которые пробовались на роль Скарлетт О’Хара в «Унесённых ветром». В 1939 году актриса подписала контракт с «20th Century Fox» и в последующие несколько лет появилась в фильмах «Даже по-аргентински» (1940), «Девушка моряка» (1940), «Стреляя высоко» (1940) и «Рассказ мертвецов» (1941).
После того как в 1941 году истёк её контракт с «20th Century Fox», компания «Republic Pictures» предложила ей сыграть главную роль в её предстоящем киносериале. Хотя Олдридж считала сериальную работу не престижной для развития её карьеры, в то же время хорошая зарплата и наличие главной роли побудили её принять предложение Её первым проектом стал приключенческий киносериал «Ниока в опасности», состоявший из 15 эпизодов. Её героиня, Ниока Гордон, противостояла множеству злодеев в поисках своего отца, который пропал во время экспедиции в Африке. Следующими проектами стали киносериалы «Смельчаки с Запада» (1943) и «Проклятое убежище» (1945), после которых Олдридж завершила свою актёрскую карьеру.
Актриса трижды была замужем. Её первым супругом был Артур Кэмерон, с которым у актрисы родилось четверо детей, но брак окончился разводом в 1954 году. Её вторым мужем в 1956 году стал Ричард Дерби Такер, которой скончался в 1979 году. С третьим супругом, Гарри Нэслэндом, Олдридж была вместе с 1982 года до его смерти в 1987 году. Последние годы жизни актриса провела в городе Камден, штат Мэн.
Кэй Олдридж умерла 12 января 1995 года, в возрасте 77 лет от сердечного приступа в медицинском центре Пенобскот-Бэй в Рокпорте, штат Мэн.